# 水谷长三郎
水谷长三郎（日语：水谷 長三郎/みずたに ちょうざぶろう，1897年11月4日—1960年12月17日），日本的政治家、律师。

## 生平
曾担任片山哲、芦田均时期的商工大臣。